# Variante B.1.1.523 del SARS-CoV-2
La variante B.1.1.523 del virus SARS-CoV-2, también conocida como linaje B.1.1.523 o VUI-21JUN-1, es una variante del virus responsable de la COVID-19. Fue detectada por primera vez en Rusia en mayo de 2021.
Esta variante fue inicialmente detectada en Rusia y posiblemente es la responsable, en gran medida, de una cuarta ola de la pandemia que representó un número de contagios y mortalidad “muy superior” a las demás olas que había atravesado el país.

## Estadísticas
| Casos registrados al 15 de noviembre de 2021 (UTC) | Casos registrados al 15 de noviembre de 2021 (UTC) | Casos registrados al 15 de noviembre de 2021 (UTC) | Casos registrados al 15 de noviembre de 2021 (UTC) | Casos registrados al 15 de noviembre de 2021 (UTC) |                                 |
| Numeros                                            | Territorios                                        | Confirmados según PANGOLIN                         | Confirmados según GISAID                           | Confirmados según outbreak.info                    | Confirmados según outbreak.info |
| -------------------------------------------------- | -------------------------------------------------- | -------------------------------------------------- | -------------------------------------------------- | -------------------------------------------------- | ------------------------------- |
| 1                                                  | Estados Unidos                                     | 192                                                | 206                                                | 112                                                |                                 |
| 2                                                  | Reino Unido                                        | 15                                                 | 39                                                 | 16                                                 |                                 |
| 3                                                  | Alemania                                           | 65                                                 | 133                                                | 105                                                |                                 |
| 4                                                  | Dinamarca                                          | -                                                  | 1                                                  | 5                                                  |                                 |
| 5                                                  | Francia                                            | 8                                                  | 22                                                 | 5                                                  |                                 |
| 6                                                  | Suecia                                             | 12                                                 | 27                                                 | 6                                                  |                                 |
| 7                                                  | Suiza                                              | 25                                                 | 10                                                 | 22                                                 |                                 |
| 8                                                  | España                                             | 9                                                  | 3                                                  | 14                                                 |                                 |
| 9                                                  | Turquía                                            | 2                                                  | 1                                                  | 18                                                 |                                 |
| 10                                                 | Países Bajos                                       | 1                                                  | -                                                  | 2                                                  |                                 |
| 11                                                 | India                                              | 4                                                  | -                                                  | 1                                                  |                                 |
| 12                                                 | Italia                                             | -                                                  | 2                                                  | 4                                                  |                                 |
| 13                                                 | Bélgica                                            | 32                                                 | 18                                                 | 12                                                 |                                 |
| 14                                                 | Irlanda                                            | -                                                  | -                                                  | 1                                                  |                                 |
| 15                                                 | Australia                                          | -                                                  | 2                                                  | 1                                                  |                                 |
| 16                                                 | México                                             | -                                                  | 3                                                  | 1                                                  |                                 |
| 17                                                 | Eslovenia                                          | -                                                  | -                                                  | 2                                                  |                                 |
| 18                                                 | Polonia                                            | -                                                  | 4                                                  | 2                                                  |                                 |
| 19                                                 | Israel                                             | 2                                                  | 11                                                 | 6                                                  |                                 |
| 20                                                 | Lituania                                           | 4                                                  | 4                                                  | 5                                                  |                                 |
| 21                                                 | Sudáfrica                                          | 9                                                  | 8                                                  | 4                                                  |                                 |
| 22                                                 | Portugal                                           | -                                                  | 9                                                  | 2                                                  |                                 |
| 23                                                 | Finlandia                                          | 12                                                 | 13                                                 | 9                                                  |                                 |
| 24                                                 | Luxemburgo                                         | -                                                  | -                                                  | 1                                                  |                                 |
| 25                                                 | República Checa                                    | -                                                  | 1                                                  | 3                                                  |                                 |
| 26                                                 | Filipinas                                          | -                                                  | 0                                                  | 3                                                  |                                 |
| 27                                                 | Austria                                            | -                                                  | 1                                                  | 5                                                  |                                 |
| 28                                                 | Eslovaquia                                         | -                                                  | 2                                                  | 1                                                  |                                 |
| 29                                                 | Grecia                                             | 7                                                  | 13                                                 | 5                                                  |                                 |
| 30                                                 | Islandia                                           | -                                                  | 2                                                  | 1                                                  |                                 |
| 31                                                 | Croacia                                            | -                                                  | 1                                                  | -                                                  |                                 |
| 32                                                 | Rusia                                              | 505                                                | 528                                                | 383                                                |                                 |
| 33                                                 | Estonia                                            | -                                                  | 1                                                  | 1                                                  |                                 |
| 34                                                 | Letonia                                            | 2                                                  | 3                                                  | 2                                                  |                                 |
| 35                                                 | Japón                                              | -                                                  | 3                                                  | 1                                                  |                                 |
| 36                                                 | Ucrania                                            | -                                                  | -                                                  | 1                                                  |                                 |
| 37                                                 | Armenia                                            | -                                                  | -                                                  | 1                                                  |                                 |
| 38                                                 | Moldavia                                           | -                                                  | -                                                  | 1                                                  |                                 |
| Total de casos a nivel global                      | -                                                  | -                                                  | 643                                                | 643                                                |                                 |